# Ígor Panarin
Ígor Nikoláievich Panarin (n. 30 de octubre de 1958) es un analista político de la exKGB, profesor del Ministerio del Exterior de Rusia y experto en relaciones Estados Unidos-Rusia.
Maneja la hipótesis de que los Estados Unidos de América, a partir del año 2010, sufrirá un proceso de secesión derivado del colapso económico y moral de esa nación. 
Esto pudiera generar la división territorial de los Estados Unidos de América en varias regiones o repúblicas bajo el ámbito de influencia de seis nacionalidades distintas.

## Seis bloques geográficos

Predicción de Panarin de la desintegración de Estados Unidos.

| Nombre de nuevo territorio (país) | País o entidad a unirse o ejercer influencia | Estados y/o regiones de Estados Unidos actuales comprendidas en el nuevo país                                                                                  |
| --------------------------------- | -------------------------------------------- | --- |
| República de California           | China                                        | California, Washington, Oregón, Nevada, Arizona, Utah, Idaho                                                                                                   |
| República de Texas                | México                                       | Texas, Nuevo México, Oklahoma, Luisiana, Arkansas, Misisipi, Alabama, Georgia, Florida                                                                         |
| América Atlántica                 | Unión Europea                                | Noreste de Estados Unidos (incluyendo los estados de Boston al Distrito de Columbia y Virginia Occidental) + Kentucky, Tennessee, Carolina del Norte y del Sur |
| República Central de Norteamérica | Canadá                                       | Medio Oeste + Montana, Wyoming, Colorado |
| Alaska                            | Rusia                                        | Alaska |
| Hawái                             | Japón                                        | Hawái |